# Barranco Minas
Barranco Minas var en corregimientos departamentale i Colombia.   Den låg i departementet Guainía, i den östra delen av landet, 500 km öster om huvudstaden Bogotá. Antalet invånare var 2019 5 025. Barranco Minas  uppgick 1 december 2019 i den nybildade kommunen Barrancominas.